# Khrueang sai

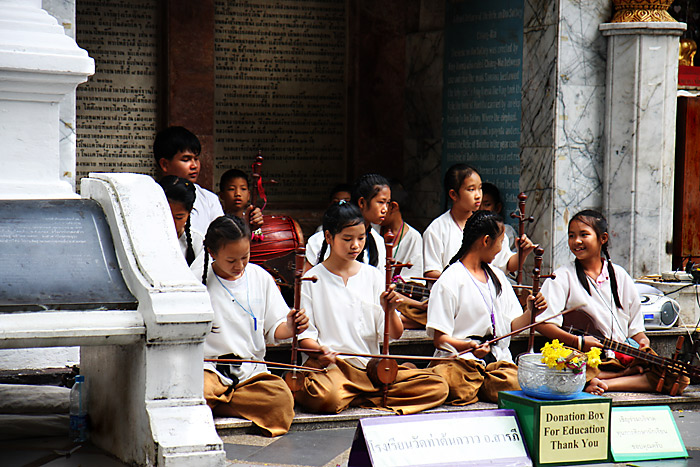
Groupe scolaire jouant khrueang sai en face du temple

Wong khrueang sai (วงเครื่องสายวงเล็ก) ou wong khrueang sai khurang diao (วงเครื่องสายเครื่องเดี่ยว)., littéralement « ensemble à cordes ») est  aussi appelé kreung sai ou krung sai. C'est un ensemble très ancien de la musique classique thaïlandaise qui est principalement constitué avec des instruments à corde. 
Un ensemble typique de 'khrueang sai' se compose généralement de deux Vièles bicordes (saw duang et saw u), d'une cithare (zither ou luth) à 3 cordes (jakhe) , d'une flûte khlui (qui n'est pas obligatoire), et de percussions rythmiques (tambours klawng khaek et cymbales). Selon la taille de l'orchestre, les instruments peuvent être doublés ou supprimés. Un violon à trois cordes appelé «saw sam sai» peut également être ajouté. Le 'khim' '(dulcimer martelé) est devenu populaire et est également utilisé. 
Proche des ensembles khmers notamment du Laos, le khrueang sai est l'un des ensembles les plus calmes et les plus intimes de la musique classique thaïlandaise. Il est utilisé dans l'accompagnement des chants des fêtes et des divertissements. Il est surtout joué lors des mariages et des fiançailles. Au XXe siècle, des instruments occidentaux tels que le violon et l'orgue sont parfois intégrés dans ces ensembles «khrueang sai».

## Variances
Selon les manifestations, il faut distinguer des variances dans les orchestres :

### Khrueang sai khrueang khu
Wong khrueang sai khu (วงเครื่องสายคู่) est un ensemble d'instruments tels que décrits dans le  khrueang sai diao, il est encore appelé wong khrueang sai wong yai (วงเครื่องสายวงใหญ่). Il est considéré comme la forme principale de l'ensemble de l'interprétation des compositions les plus sacrées et les plus «prestigieuses» du répertoire classique thaïlandais, y compris l'invocation bouddhiste intitulée sathukan (thaï: สาธุ การ) ainsi que les suites appelées phleng rueang. Il est également utilisé pour accompagner les formes traditionnelles de théâtre et de danse thaïlandaises, notamment le khon (thaï: โขน) (danse-théâtre masquée), le lakhon (danse classique) et le théâtre de marionnettes d'ombres.

### Khrueang sai prasom
Wong khrueang sai prasom (วงเครื่องสายประสม หรือ วงเครื่องสายผสม) est un ensemble arrangé en mélangeant "khrueang sai diao" ou "khrueang sai khu" avec d'autres instruments, tels que orgue, ranad ek, khim et aussi mélangé avec le "Pinpeat" pour constituer un nouvel ensemble appelé khrueang sai prasom piphat (เครื่องสายประสมปี่พาทย์).  